# Dryotriorchis spectabilis
A águia-cobreira-congolesa, águia-cobreira-do-congo ou águia-serpentária-de-colar-ruivo (Dryotriorchis spectabilis) é uma espécie de ave de rapina da família Accipitridae. É um monotípico dentro do género Dryotriorchis.
Pode ser encontrada nos seguintes países: Angola, Camarões, República Centro-Africana, República do Congo, República Democrática do Congo, Costa do Marfim, Guiné Equatorial, Gabão, Gana, Guiné, Libéria, Nigéria e Serra Leoa.